# Deutsche Reichsbahn (ГДР)
«Deutsche Reichsbahn» (сокр. DR) — государственная железнодорожная организация Германской Демократической Республики. Возникла в 1949 году как часть Deutsche Reichsbahn (Германская имперская железная дорога), которая находилась в Советской оккупационной зоне в Германии, а также Западном Берлине. Предприятие DR существовало до конца 1993 года, когда его объединили с Германской федеральной железной дорогой (Deutsche Bundesbahn).

## Исторические сведения и наименование предприятия[1]
«Deutsche Reichsbahn» или «DR»,— государственная железнодорожная компания Германской Демократической Республики, существовала с 1949 по 31 декабря 1993 и находилась под управлением Министерства транспорта республики (нем. Ministerium für Verkehr der DDR) до 1990 г. После Второй мировой войны в течение четырёх лет союзная администрация, управляла совместно немецкими железными дорогами с 1945 по 1949. В 1949 году после образования из советской оккупационной зоны Германской Демократической Республики, железные дороги, находящиеся на её территории, стали предприятием, сохранившим название «Deutsche Reichsbahn». Такое название носили железные дороги Третьего Рейха с 1937 г. В Федеративной Республике Германии железные дороги, находившиеся на её территории, были переданы в управление компании, получившей название «Deutsche Bundesbahn» или «DB» (Федеральные железные дороги Германии). После преобразования ГДР и объединения с ФРГ в 1990 г., DR и DB функционировали как два различных предприятия, находящиеся под совместным управлением, а c 1 января 1994 г. были полностью объединены и преобразованы в единую компанию Deutsche Bahn AG (нем. Deutsche Bahn Aktiengesellschaft, дословно Акционерное общество «Железные дороги Германии»).

### Варианты изменения названия и общественное обсуждение изменения названия
В ГДР обсуждение вопроса наименования государственной железной дороги с момента образования республики не выносилось на открытое обсуждение. Тем не менее среди предложений, циркулировавших в Министерстве транспорта, обсуждались варианты для наименования железнодорожной компании социалистического государства:
- Немецкие железные дороги (ориг. нем. Deutsche Bahn, Deutsche Eisenbahn);
- Немецкие государственные железные дороги (Deutsche Staatsbahn (D-St);
- Немецкая республиканская железная дорога (Deutsche-Republik-Bahn (DRB);
- Республиканская железная дорога (Bahn der Republik);
- Германская демократическая государственная железная дорога (ориг. нем. Deutsche Demokratische Staatseisenbahn, Deutsche Demokratische Staatsbahn (DDStb));
- Государственная железная дорога (Staatseisenbahn);
- Народная железная дорога (Volkseisenbahn);
- Железная дорога ГДР (Eisenbahn der DDR (EDDR));
- Новый путь (Bahn des Neuen);
- Германская социалистическая железная дорога (Deutsche Sozialistische Bahn);
- Германское демократическое движение поездов (Deutscher Demokratischer Zugverkehr);
- Германский путь (Deutsche Reisebahn).

Данные названия на открытое общественное обсуждение никогда не выносились. 14 января 1970 года Министерство транспорта ГДР выпустило письмо в ответ на поступавшие вопросы от граждан, разъясняющее позицию по вопросу наименования. Документ содержал формальные объяснения о признании ГДР, о мирном сосуществовании различных немецких государств, о реакционной, реваншистской и милитаристской Западной Германии, указывалось на готовность железнодорожников укреплять республику со всех сторон. Особенно в нем подчеркивалось о возможных «значительных правовых последствиях» для членства во многих международных ассоциациях, организациях и конвенциях. Также оно содержало декларацию: «Вы можете быть уверены, что ответственные органы нашей республики изменят название Deutsche Reichsbahn, если политическая и экономическая ситуация сделает это целесообразным».
Министерство транспорта ГДР также официально заявляло, что переименование может затронуть членство предприятия Deutsche Reichsbahn в международных организациях и возможность участия в международных договорах, а также потребовала бы значительные средства на смену фирменного стиля вследствие нового наименования (ребрендинг).

### Переименование в контексте вопроса оЗападном Берлине
При рассмотрении вопроса о переименовании предприятия Deutsche Reichsbahn основным аргументом выступало то, что политическое руководство ГДР не могло спрогнозировать реакцию ФРГ на смену названия. Основным недостатком переименования мог стать риск со стороны Западного Берлина еще больше сузить права и обязанности Deutsche Reichsbahn в Западном Берлине, а также открыть дискуссию по вопросам правопреемства и вызвать претензии на управление активами Deutsche Reichsbahn. Государственная железная дорога (Staatsbahn) в советской оккупационной зоне и с 1949 ГДР - по соображениям статуса сохранила название «Deutsche Reichsbahn». Потсдамское соглашение предусматривало, что операционные права на эксплуатацию железнодорожного транспорта, включая S-Bahn, в Западном Берлине являются исключительной ответственностью Deutsche Reichsbahn. Переименование потенциально могло привести к потере права на эксплуатацию железной дороги в Западном Берлине и активов транспортного предприятия DR размером в 1,3 миллиарда марок.
Осторожность органов государственного управления в ГДР по отношению к положению железнодорожного предприятия в  Западном Берлине демонстрировалась одной едва заметной мелочью — кокарда на форменной шапке железнодорожников. В то время как все форменные и официальные мундиры отделывались эмблемами с изображением герба ГДР, сотрудники Deutsche Reichsbahn носили фуражки с черно-красно-золотой кокардой.

## Организационная структура
Для железнодорожной организации, находившейся в Советской оккупационной зоне, а затем и в ГДР, было сохранено название времён Веймарской республики и нацистской Германии по следующим причинам:
1. Советская военная администрация в Германии была заинтересована в сохранении работоспособной структуры, которая могла бы возобновить перевозку грузов и пассажиров;
2. с согласия западных союзников «DR» осуществляла железнодорожные перевозки в трёх секторах Западного Берлина (сеть магистралей, вокзалы, производственные здания и учреждения управления дороги). Это касалось также и городской электрички (нем. S-Bahn) в оккупационных секторах Западного Берлина. Западные союзники получали гарантии свободного пользования транзитными маршрутами.

«Deutsche Reichsbahn» в ГДР являлась одним из самых крупных работодателей и была подчинена Министерству транспорта ГДР. С ноября 1954 по ноябрь 1989 гг. Министр транспорта ГДР занимал пост генерального директора «Deutsche Reichsbahn».
Управление «DR» располагалось в Восточном Берлине недалеко от Берлинской стены и бывшего здания рейхсканцелярии.
В структуре «DR» выделялось восемь региональных управлений (аналог отделения дороги в СССР). Отделения региональной дирекции располагались в Берлине, Котбусе, Дрездене, Эрфурте, Грайфсвальде, Галле, Магдебурге и Шверине.

### Структура «DR»
- Дирекция железной дороги в Берлине:
  - Управление Берлин 1 (местонахождение: Берлин, вокзал Остбанхоф)
  - Управление Берлин 2 (местонахождение: Потсдам)
  - Управление Берлин 3 (местонахождение: Вустермарк)
  - Управление Берлин 4 (местонахождение: Берлин, Северный вокзал) после образования Западного Берлина, управление находилось на вокзале Фридрихштрассе вместе с управлением линии городской электрички «Nord-Süd»)
  - Управление Франкфурт-на-Одере
- Дирекция железной дороги в Котбусе (Пограничная дирекция для ПНР и ЧССР)
  - Управление Баутцен
  - Управление Котбус
  - Управление Зенфтенберг
- Дирекция железной дороги в Дрездене (Пограничная дирекция для ФРГ и ЧССР)
- Дирекция железной дороги в Эрфурте (Пограничная дирекция для ФРГ)
- Дирекция железной дороги в Грайфсвальде (Пограничная дирекция для Швеции и ПНР)
- Дирекция железной дороги в Галле
- Дирекция железной дороги в Магдебурге (Пограничная дирекция для ФРГ)
- Дирекция железной дороги в Шверине (Пограничная дирекция для ФРГ и Дании)

Локомотивные депо находились в Берлине, Карл-Маркс-Штадте, Котбусе, Дрездене, Эрфурте, Гёрлице, Галле, Лейпциге, Магдебурге, Нойруппине, Ростоке, Цвиккау, Штендале, Зенфтенберге, Заальфельде,

## Deutsche Reichsbahn во времяхолодной войны

### Обслуживание  перевозок союзников
Четырёхсторонние соглашения, заключённые после войны державами-победительницами, не предусматривали длительного разделения Германии и Берлина, поэтому «DR» обслуживала железнодорожную сеть Восточного и Западного Берлина в течение всего времени существования двух германских государств вплоть до слияния с Deutsche Bundesbahn в январе 1994 года. В связи с этим на железной дороге в Западном Берлине того времени известны уникальные ситуации. Например, железнодорожной полицией на станциях железной дороги в Западном Берлине управляло Министерство внутренних дел ГДР, несмотря на то, что западные союзники (США, Великобритания и Франция) никогда официально не признавали за правительством ГДР каких-либо властных полномочий в Западном Берлине. В связи с этим со стороны Западного Берлина поддержание общественного порядка на железнодорожных станциях в Западном Берлине обеспечивали отдельные патрули полиции Западного Берлина.
В течение многих лет кассы по продаже билетов Deutsche Bundesbahn функционировали в Западном Берлине близ вокзала Зоологический сад. С одной стороны, это было вызвано неудовлетворительным обслуживанием пассажиров в билетных кассах «DR». С другой стороны, билетные кассы служили свидетельством присутствия Восточной Германии в Западном Берлине.
Другой странностью было наличие советских билетных касс на Восточном вокзале Остбанхоф в Восточном Берлине, обслуживавших в первую очередь военные перевозки. Другие союзники по антигитлеровской коалиции также имели собственные станции и кассы в своих секторах: США — в Лихтерфельде, Великобритания — в Шарлоттенбурге, Франция — в Тегеле.

### Обеспечение поставок грузовСССР
Deutsche Reichsbahn обеспечивала поставки грузов урановых рудных концентратов, добывавшихся и перерабатывавшихся СГАО Висмут. С 1986 года DR обеспечивала железнодорожные перевозки в порту Мукран, эксплуатируя 32 км колеи 1524 мм. Для этой цели в DR было переоборудовано 14 локомотивов серии 105/106 (тип V 60 D), которые оснащались автосцепкой СА-3 и применялись в маневровой работе порта Мукран.

## Пассажирские перевозки
«DR» была крупнейшим перевозчиком пассажиров в ГДР и функционировала по законам плановой экономики. В 1989 году доля «DR» в пассажирообороте ГДР составила 17,2 %. Плата за проезд была невысокой, но пассажирские поезда были переполнены и часто опаздывали. «DR» предлагала ограниченное количество поездов на международных линиях: «Neptun» (Берлин — Копенгаген), «Vindobona» (Берлин — Вена), «Karlex» (Берлин — Карловы Вары) и «Balt-Orient-Express» (Берлин — Бухарест).

## Электрификация

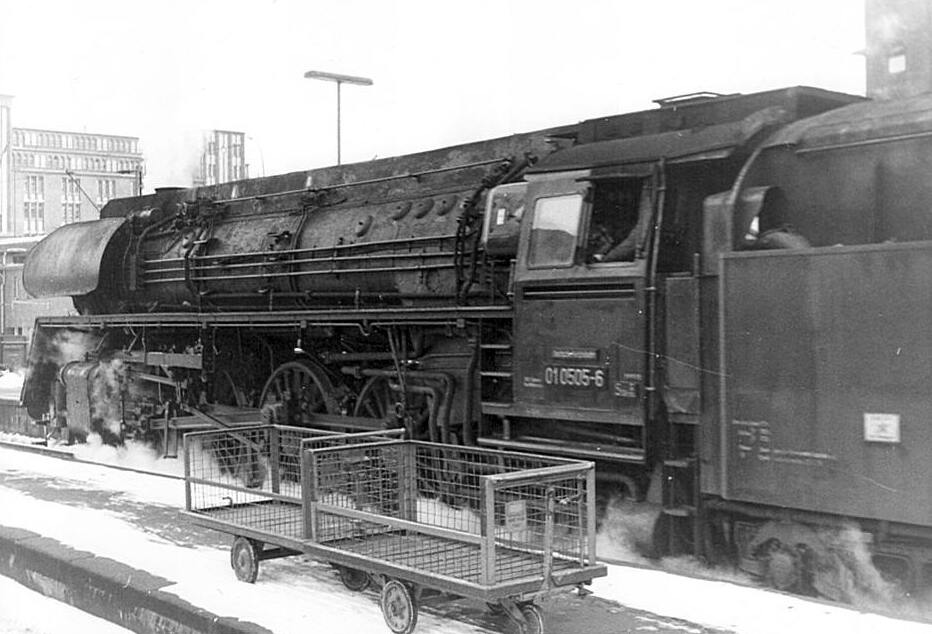
Экспресс Гамбург — Берлин в 1971 году курсировал на паровозной тяге

После окончания Второй мировой войны в «DR» продолжали использовать паровозы вплоть до 28 мая 1988 года. Большая часть электрифицированных железных дорог, существовавшая в восточной части Германии до 1945 года, была обесточена, так как контактная сеть и подвижной состав были частично вывезены в Советский Союз в качестве репараций.
К началу 1970-х гг. из железных дорог ГДР работали от электричества лишь несколько магистралей, в частности: Дрезден — Карл-Маркс-Штадт — Лейпциг, Берлин — Дрезден, Берлин — Росток, а также (в основном для пригородных пассажирских перевозок) железнодорожные узлы Берлин и Галле-Лейпциг.
На железной дороге широкое применение нашли тепловозы М62 (местное обозначение V200 или BR 120, прозвище нем. Taiga Trommel — таёжный барабан), заправлявшиеся дизельным топливом, поставлявшимся из СССР по сниженным ценам.
Перелом произошёл в начале 1980-х, когда затраты на приобретение дизельного топлива резко возросли (СССР больше не субсидировал нефтепродукты из-за последствий нефтяного кризиса) и одновременно резко выросли объёмы перевозок. На «DR» была начата реализация программы электрификации основных магистралей, но до объединения Германии была электрифицирована лишь небольшая часть дорог.

## Локомотивный парк

### Тепловозы
В документации и статьях по локомотивам ГДР серии локомотивов обозначаются BR (нем. Baureihe:BR XXX (для локомотивов, выпущенных после 1970 г.) либо V XXX и BR XXX (выпущенных до 1970 г.), а также приводится современное обозначение в «DB AG» — BR XXX.

#### Магистральные тепловозы
- DR Baureihe V 100 (DR грим — V100, BR 110, BR 201, DBAG — BR 201)
- DR Baureihe V 180 (DR — V180, BR 118, BR 228, DBAG — BR 228)
- DR Baureihe V200 (DR — V200, BR 120, BR 220, DBAG — BR 220, модификация М62)
- DR Baureihe 119 (DR -BR 119, BR 229, DBAG — BR 229)
- DR Baureihe V300 (DR — V300, BR 130, BR 230, DBAG — BR 230, модификация ТЭ109)
- DR Baureiche BR 131 (DR — BR 131, BR 231, DBAG — BR 231, модификация ТЭ109)
- DR Baureiche BR 132 (DR — BR 132, BR 232, DBAG — BR 232, модификация ТЭ109)
- DR Baureiche BR 142 (DR — BR 142, BR 242, DBAG — BR 242, модификация ТЭ129)

#### Маневровые
- DR Baureihe V 15
- DR Baureihe V 60
- DR Baureihe V 75
- Тепловоз ТГК2-Э

### Электровозы

#### Постоянного тока
Sächsische I ME (600 В)

#### Переменного тока 15 кВ 16⅔ Гц
- DRG Baureihe E 04,
- DR Baureihe E 11,
- DR Baureihe 243,
- DRG Baureihe E 17,
- DRG Baureihe E 18,
- DRG Baureihe E 21.0,
- DR Baureihe E 42,
- DR Baureihe 243,
- DRG Baureihe E 44,
- DR Baureihe 250,
- DR Baureihe 252,
- DRB Baureihe E 94,
- DRG Baureihe E 77,
- DRG Baureihe E 95

#### Двухсистемные 15 кВ 16⅔ Гц / 3 кВ
- DR Baureihe 230

### Мотор-вагонный подвижной состав

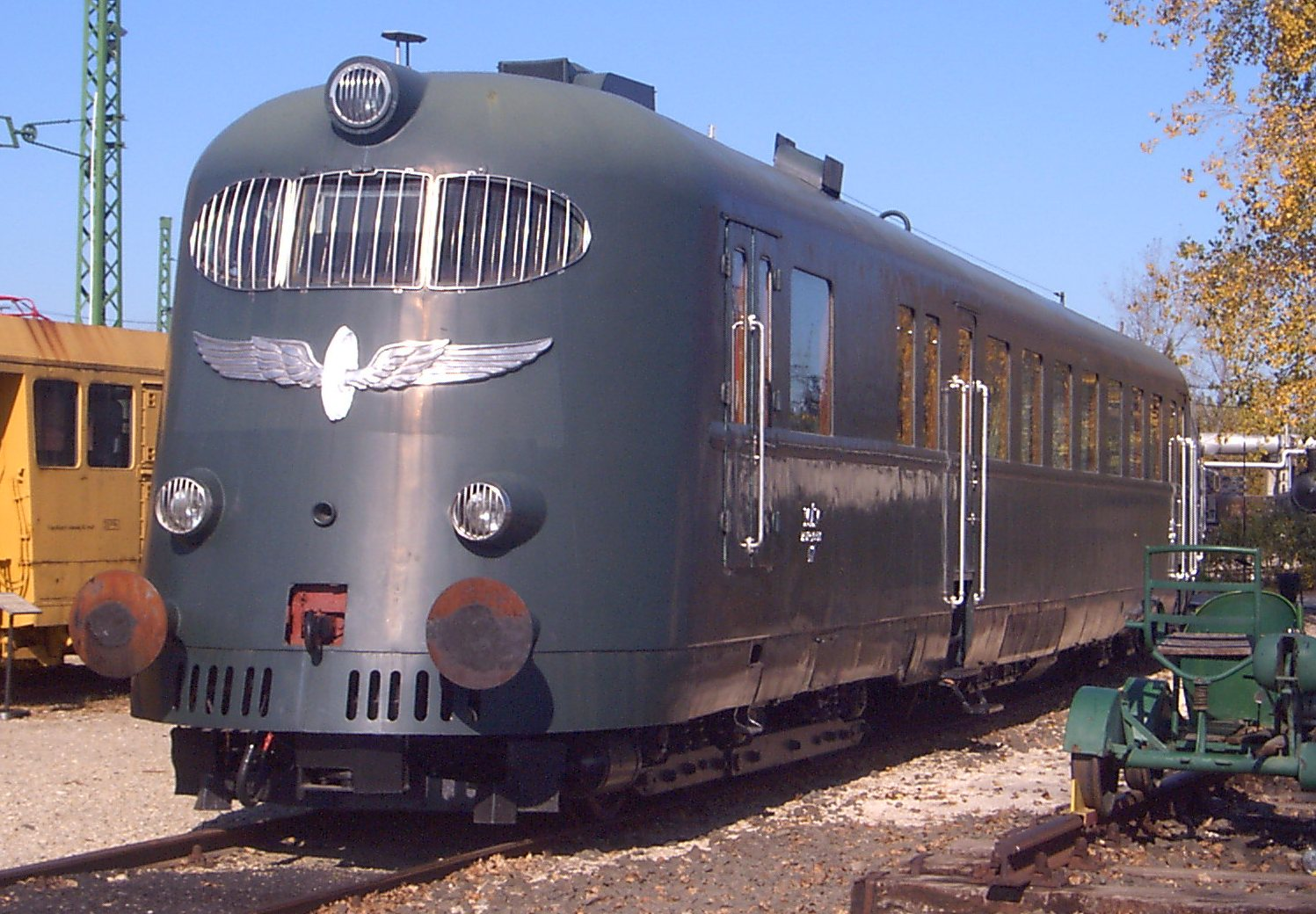
Дизельпоезд VT 12.14

#### Дизельпоезда
- DR Baureihe VT 4.12(нем.) (Baureihe 173) — производство ГДР, 1964-1965гг
- DR Baureihe VT 12.14 Модельный ряд Ганц (Венгрия), 1954г
- DR Baureihe SVT 137 901(нем.) Модельный ряд Берлин. Довоенный (Германия), 1938г
- DR Baureihe 182.0(нем.) Модельный ряд Кёльн. Довоенный (Германия), 1936-1938гг
- DR Baureihe 183.0/183.2 Модельный ряд Гамбург. Довоенный (Германия), 1935-1936гг
- DR Baureihe 183.2(нем.) Модельный ряд Лейпциг. Довоенный (Германия), 1935-1936гг
- DR Baureihe 184.0(нем.) Модельный ряд Рур. Довоенный (Германия), 1938г
- DR Baureihe VT 18.16 Модельный ряд Гёрлиц (ГДР), 1963-1968гг

#### Рельсовые автобусы
- DR Baureihe VT 2.09(нем.) (Baureihe 172) — производство ГДР, 1957-1969гг

#### Электропоезда переменного тока 15 кВ 16⅔ Гц
- DRG Baureihe ET 25(нем.) — довоенный (Германия), 1935г

#### Электромотрисы серии 188 для малых железных дорог
- DRG Baureihe ET 188 501—503(нем.) (Baureihe 279) — три двухвагонных электропоезда для линии «Buckower Kleinbahn» Мюнхеберг — Буков, довоенной немецкой постройки, модернизированы в 1980-81гг. Контактная сеть на 800 В.
- DRG Baureihe ET 188 511—512(нем.) (PT1-PT2) — две электромотрисы для линии «Schleizer Kleinbahn» Шляйц — Саальбург, довоенной немецкой постройки. Контактная сеть 1200 В.
- DRG Baureihe ET 188 521—522(нем.) (GT1-GT2) — две электромотрисы для линии «Schleizer Kleinbahn» Шляйц — Саальбург, довоенной немецкой постройки. Контактная сеть 1200 В.
- DRG Baureihe ET 188 531(нем.) (279.2) — электромотриса для линии «Oberweißbacher Bergbahn» довоенной немецкой постройки. Контактная сеть 500 В.

#### Электропоезда постоянного тока 750 В с питанием от контактного рельса (системаS-Bahn Berlin)
Электропоезда довоенного немецкого производства.
- DRG Baureihe ET 125(англ.) — довоенный, 1935-1938гг
- DRG Baureihe ET 165 — довоенный, 1928-1931гг
- DRG Baureihe ET 166(нем.) — довоенный, 1936г
- DRG Baureihe ET 167 — довоенный, 1938-1944гг
- DRG Baureihe ET 169(нем.) — довоенный, 1925г

### Паровозы
- Паровоз P8